# مارک فیلیپس
مارک فیلیپس (انگلیسی: Mark Phillips) قهرمانِ پیشینِ ورزشِ سوارکاری و برندهٔ مدال طلای المپیک اهل انگلستان است.
او فرزند سرگرد پیتر ویلیام فیلیپس و آن پاتریشیا فیلیپس و همچنین همسر سابقِ «شاهدخت آن» است که حاصل ازدواج آنها دو فرزند (پیتر و زارا) است.
مارک فیلیپس همچنان یکی از چهره‌های شاخص ورزشِ سوارکاری در بریتانیا است و در مجلهٔ مشهور «هورس اند هاوند» مقاله می‌نویسد.